# Maroussia Paré
Maroussia Paré (* 18. Juli 1996 in Bordeaux) ist eine französische Leichtathletin, die sich auf den Sprint spezialisiert hat. Mit der französischen 4-mal-100-Meter-Staffel wurde sie 2024 in Rom Vizeeuropameisterin.

## Sportliche Laufbahn
2014 qualifizierte sich Maroussia Paré für die Juniorenweltmeisterschaften in Eugene und schied sowohl mit der 4-mal-100-Meter-Staffel, als auch mit der 4-mal-400-Meter-Staffel in der Vorrunde aus. Bei den Junioreneuropameisterschaften 2015 im schwedischen Eskilstuna gewann sie in 45,35 s die Bronzemedaille mit der französischen Staffel sowie in 23,05 s auch im 200-Meter-Lauf. Damit sicherte sie sich einen Startplatz in der Staffel für die Weltmeisterschaften in Peking, bei denen sie mit 43,58 s aber nicht das Finale erreichten. 2016 gewann sie die Goldmedaille bei den U23-Mittelmeerspielen in Radès über 200 Meter und mit der französischen Staffel. 2017 qualifizierte sie sich für die U23-Europameisterschaften in Bydgoszcz und belegte dort über 200 Meter den siebten Platz. Mit der französischen Staffel konnte sie die Silbermedaille gewinnen und musste sich dabei nur der spanischen Staffel geschlagen geben. 2018 gewann sie bei den U23-Mittelmeerspielen in Jesolo in 24,01 s die Bronzemedaille über 200 Meter hinter ihrer Landsfrau Cynthia Leduc und Bassant Hemida aus Ägypten und siegte in 44,39 s erneut mit der 4-mal-100-Meter-Staffel.
Bei den IAAF World Relays 2019 in Yokohama gelangte sie mit der 4-mal-100-Meter-Staffel im Vorlauf nicht ins Ziel und mit der 4-mal-200-Meter-Staffel siegte sie mit neuem Landesrekord von 1:32,16 min. Bei den World Athletics Relays 2021 im polnischen Chorzów konnte sie das Finalrennen in der 4-mal-100-Meter-Staffel erneut nicht beenden. 2024 verhalf sie der Staffel bei den Europameisterschaften in Rom zum Finaleinzug und trug somit zum Gewinn der Silbermedaille bei.
In den Jahren 2017 und 2019 sowie 2020 und 2023 wurde Paré französische Hallenmeisterin im 200-Meter-Lauf.

## Persönliche Bestleistungen
- 100 Meter: 11,29 s (+1,3 m/s), 29. Juni 2024 in Angers
  - 60 Meter (Halle): 7,37 s, 30. Januar 2019 in Reims
- 200 Meter: 23,17 s (+1,6 m/s), 14. Juli 2019 in Montgeron
  - 200 Meter (Halle): 23,44 s, 1. März 2020 in Liévin